# Трофей Рио
Трофей Рио или Кубок Рио (порт. Taça Rio) — ежегодный турнир штата Рио-де-Жанейро. Это второй раунд чемпионата штата Рио-де-Жанейро.
Трофей Рио был организован в 1978 году Футбольной Федерацией штата Рио-де-Жанейро. «Фламенго» и «Васко да Гама» являются самыми успешными клубами турнира в истории, выиграв титул 9 раз.

## Формат
16 команд разделены на две группы, какие были в первом раунде чемпионата Рио — Кубке Гуанабары. Однако, в отличие от кубка Гуанабары, здесь команды играют с командами из каждой группы, а не только из своей. В полуфинал выходят первая и вторая команды из групп, лидер первой группы встречается со второй командой второй группы и наоборот, финалисты определяются в одном единственном матче. Победитель турнира играет с победителем турнира Кубка Гуанабара за звание чемпиона штата Рио-де-Жанейро.

## История
Трофей Рио был создан в 1978, как эквивалент Кубка Гуанабара. Это был первоначально отдельный турнир, затем в 1982 году он стал вторым раундом чемпионата штата Рио. Трофей Рио не проводился лишь в 1994 и 1995 годах из-за изменений формата Кубка Гуанабара. В 1996 году турнир был возобновлён в старом формате.

## Финалы
| Год  | Победитель     | Финалист      |
| ---- | -------------- | ------------- |
| 2025 | Сампайо Корреа | Мадурейра     |
| 2024 | Ботафого       | Боависта      |
| 2023 | Ботафого       | Аудакс Рио    |
| 2022 | Резенди        | Нова-Игуасу   |
| 2021 | Васко да Гама  | Ботафого      |
| 2020 | Флуминенсе     | Фламенго      |
| 2019 | Фламенго       | Васко да Гама |
| 2018 | Флуминенсе     | Ботафого      |
| 2017 | Васко да Гама  | Ботафого      |
| 2016 | Волта-Редонда  | Резенди       |
| 2015 | Мадурейра      | Бангу         |
| 2014 | Боависта       | Фрибургенсе   |
| 2013 | Ботафого       | Флуминенсе    |
| 2012 | Ботафого       | Васко да Гама |
| 2011 | Фламенго       | Васко да Гама |
| 2010 | Ботафого       | Фламенго      |
| 2009 | Фламенго       | Ботафого      |
| 2008 | Ботафого       | Флуминенсе    |
| 2007 | Ботафого       | Кабуфриенсе   |
| 2006 | Мадурейра      | Американо     |
| 2005 | Флуминенсе     | Фламенго      |
| 2004 | Васко да Гама  | Флуминенсе    |
| 2003 | Васко да Гама  | Флуминенсе    |
| 2002 | Американо      | Васко да Гама |
| 2001 | Васко да Гама  | Фламенго      |
| 2000 | Фламенго       | Васко да Гама |
| 1999 | Васко да Гама  | Фламенго      |
| 1998 | Васко да Гама  | Флуминенсе    |
| 1997 | Ботафого       | Фламенго      |
| 1996 | Фламенго       | Васко да Гама |
| 1993 | Васко да Гама  | Фламенго      |
| 1992 | Васко да Гама  | Фламенго      |
| 1991 | Фламенго       | Ботафого      |
| 1990 | Флуминенсе     | Ботафого      |
| 1989 | Ботафого       | Васко да Гама |
| 1988 | Васко да Гама  | Флуминенсе    |
| 1987 | Бангу          | Васко да Гама |
| 1986 | Фламенго       | Флуминенсе    |
| 1985 | Фламенго       | Бангу         |
| 1984 | Васко да Гама  | Флуминенсе    |
| 1983 | Фламенго       | Бангу         |
| 1982 | Америка        | Ботафого      |
| 1978 | Фламенго       | Васко да Гама |

## Побед у команд
- Васко да Гама (РЖ) — 11
- Фламенго (РЖ) — 9 побед
- Ботафого (РЖ) — 7
- Флуминенсе (РЖ) — 4
- Мадурейра (РЖ) — 2
- Америка (РЖ) — 1
- Американо (Кампус-дус-Гойтаказис) — 1
- Бангу (РЖ) — 1
- Боависта (Сакуарема) — 1
- Волта-Редонда (Волта-Редонда) — 1
- Резенди (Резенди) — 1
- Сампайо Корреа (Сакуарема) — 1